# ستيف بريغز
ستيف بريغز (بالإنجليزية: Steve Briggs)‏ هو لاعب كرة قدم بريطاني في مركز الوسط، ولد في 2 ديسمبر 1946 في ليدز في المملكة المتحدة. لعب مع نادي دونكاستر روفرز.